# Nimrod Glacier
Nimrod Glacier – lodowiec w Górach Transantarktycznych w Antarktydzie Wschodniej.

## Nazwa
Nazwa lodowca upamiętnia statek „Nimrod” – statek wyprawy antarktycznej Ernesta Shackletona (1874–1922) w latach 1907–1909 . 

## Geografia
Nimrod Glacier leży w Górach Transantarktycznych w Antarktydzie Wschodniej. Spływa ku północy z Płaskowyżu Polarnego najpierw między Geologists Range i Miller Range, a następnie między Churchill Mountains i Queen Elizabeth Range . Uchodzi do Shackleton Inlet i Lodowca Szelfowego Rossa między przylądkami Cape Wilson i Cape Lyttelton . Mierzy około 137 km długości . Jego lodowcem dopływowym jest Marsh Glacier.

## Historia
Nimrod Glacier został sfotografowany z powietrza podczas Operacji Highjump w latach 1946–1947 . 